# Fijixipha xipheres
Fijixipha xipheres är en insektsart som beskrevs av Otte, D. och Cowper 2007. Fijixipha xipheres ingår i släktet Fijixipha och familjen syrsor. Inga underarter finns listade i Catalogue of Life.